# Floribundaria jumboana
Floribundaria jumboana là một loài Rêu trong họ Meteoriaceae. Loài này được (Müll. Hal. ex Dusén) Müll. Hal. miêu tả khoa học đầu tiên năm 1905.